# Fiódor Alekséyenko
Fiódor Nikítich Alekséienko (translitera del cirílico: Фёдор Ники́тич Алексе́енко) (1882-1904) fue un botánico, taxónomo, y explorador ruso.

## Biografía
Estudió en el Instituto Forestal de San Petersburgo. Se suicidó, al ser sorprendido por gendarmes, cruzando ilegalmente la frontera entre Suiza y Francia.
Contribuyó a la ciencia, pues durante seis años (de 1897 a 1903) viajó en la parte rusa del Cáucaso, y estudiando su enorme flora, coleccionando plantas (más de 15 000 muestras), que llevó a la Academia de Ciencias. Durante ese tiempo, fue galardonado con la medalla conmemorativa de honor del académico K. M. Ber. Describió nuevas especies para la época de fanerógamas de la región del Cáucaso (astrágalo, centeno silvestre (Elymus), cebada (Hordeum), piretro) y publicó en las Actas de Lipski "Flora del Cáucaso" (Tbilisi, 1902, Suplemento 1). Y un artículo de revisión de sus estudios botánicos en el Cáucaso del 1902, fue publicado póstumamente.
En 1901, viajó a Asia Central examinando botánicamente Pamir, Nicholas Range, Uruzgan y Darwaz, trayendo de la expedición 4000 especímenes de herbario. En 1903, expedición a Persia, reuniendo 1100 plantas.

## Algunas publicaciones
- Artemisia armeniaca Lam.; Betckea caucasica Boiss.; Nepeta supina Stev.; Pimpinelloides potentilla L.; Salsola daghestanica Czern. - Delectus plantarum exsiccatarum anno 1899. II. // Uch. Rec. JuR'EVSKIJj. Univ año 7. - 1899. - V. 2. - pp. 32, 33, 48-49, 51, 53

- Betula raddeana Trautv.; Colchicum laetum Stev. // Proc. bot. jardín JuR'EVSKIJj. Univ. - 1901. - V. 3 - T. II. - pp. 161-162

- Rhamnus microcarpa Boiss. P. microphylla Trautv.; Sphaerophysa salsula (Pall.) DC. // Proc. bot. jardín JuR'EVSKIJj. Univ. - 1901. V. 4 - T. II. - pp. 230-231

- Axyris caucasica Lipsky // Proc. bot. jardín JuR'EVSKIJj. Univ. - 1902. - T. III. - pp. 255

- Acerca de helechos interesantes del oriente del Cáucaso // Proc. bot. jardín JuR'EVSKIJj. Univ. - 1902. - V. 1 - T. III. - pp. 23-27

- Aspidium aculeatum Sw.; Colchicum laetum Stev. // Proc. bot. jardín JuR'EVSKIJj. Univ. - (1902) 1903 - V. 4 - T. III. - pp. 252, 255

- Trixago apula Stev.; Hordeum (Elymus) daghestanicum n. sp. // Lista de Plantas Herbario flora rusos, ed. Bot. Museo de la Academia de Ciencias. -. SPb, 1902. - T. IV. - pp. 25, 29-30

- Investigación botánica en el Cáucaso en 1902 // Proc. Bot. Museo de la Academia de Ciencias. - 1907. - T. III. - pp. 64-93 (artículo publicado póstumamente)
- La abreviatura «F.N.Alex.» se emplea para indicar a Fiódor Alekséyenko como autoridad en la descripción y clasificación científica de los vegetales.[3]